# SC Frankfurt
SC Frankfurt – wschodnioniemiecki klub piłkarski z siedzibą we Frankfurcie nad Odrą, powstały w 1962 roku. Rozwiązany w 1969 roku.

## Historia
Analogicznie do SC Poczdam i SC Neubrandenburg, zgodnie z pomysłami urzędników, także we Frankfurcie w 1961 roku postanowiono założyć klub sportowy SC, w którym skupiałyby się talenty i czołowi zawodnicy. W następnych latach założenie klubu okazało się trudne, ponieważ miasto Frankfurt nie posiadało wówczas pierwszej ani drugiej ligi piłkarskiej. 
Po negocjacjach z Erichem Mielke i stowarzyszeniem sportowym Dynamo, drużyna SG Dynamo Frankfurt, założona w 1950 roku i dopiero co awansująca do drugiej ligi wschodnioniemieckiej, została włączona do SC Frankfurt. SC Frankfurt przejęło również ligowe miejsce od Dynama Frankfurt. 
SC Frankfurt rozpoczął rozgrywki w drugiej lidze ze starym zespołem Dynamo w sezonie 1962/1963. Ostatecznie pierwotny pomysł sprowadzenia talentów i najlepszych graczy nigdy nie został zrealizowany. Frankfurtczykom początkowo udało się utrzymać w lidze, ale w kolejnym sezonie 1963/1964 SC Frankfurt zaliczył spadek. 
W przerwie zimowej sezonu 1965/1966 nastąpiła restrukturyzacja we wschodnioniemieckiej piłce nożnej. Ze wszystkich klubów sportowych wyodrębniono sekcje piłkarskie. Z dziesięciu najlepszych sekcji wyłoniły się kluby piłkarskie, ale SC Frankfurt jako drużyna ligi okręgowej do nich nie należała. Jej mecze zostały odwołane, a następnie drużyna została włączona do SG Dynamo Frankfurt. 
W 1969 roku klub sportowy SC Frankfurt został ostatecznie rozwiązany na rzecz ASK Vorwärts Frankfurt.

## Sukcesy
- DDR-Liga (II poziom): 
  - 12.miejsce: 1962/1963[1]

## Stadion
SC rozgrywało mecze na Stadion der Freundschaft we Frankfurcie nad Odrą. Dane techniczne obiektu:
- pojemność: 12 000 miejsc (w tym 5000 siedzących)
- oświetlenie: brak (istniało do 2000 roku)
- wymiary boiska: b.d.
- najwyższa frekwencja: 25 000[3]